# Arki (wyspa)
Arki (gr. Αρκοί) – grecka wyspa na Morzu Egejskim w archipelagu Dodekanezu. 

## Krótki opis
Leży w administracji zdecentralizowanej Wyspy Egejskie, w regionie Wyspy Egejskie Południowe, w jednostce regionalnej Kalimnos, w gminie Patmos. Znajduje się przy granicy z Turcją i dzieli ją od niej w linii prostej zaledwie 30 km. Z wyspy rozpościera się widok na otaczające ją inne wysepki oraz wybrzeże Turcji.

## Geografia
W skład archipelagu Arki, poza główną wyspą (pow. 6,697 km²), wchodzi też grupa 12 okolicznych, głównie niezamieszkanych wysepek, uszeregowanych wg ich powierzchni w porządku malejącym:
- Agreloussa - 37°21′48″N 26°42′21″E/37,363333 26,705833; pow. 1,326 km²
- Marathos - 37°22′04″N 26°43′31″E/37,367778 26,725278; pow. 0,355 km²
- Kalovolos - 37°21′19″N 26°45′57″E/37,355278 26,765833; pow. 0,307 km²
- Makronisi - 37°21′40″N 26°45′12″E/37,361111 26,753333; pow. 0,261 km²
- Strongyli - 37°22′21″N 26°42′59″E/37,372500 26,716389; pow. 0,207 km²
- Komaros - 37°24′18″N 26°43′28″E/37,405000 26,724444; pow. 0,100 km²
- Psathonisi - 37°21′03″N 26°45′24″E/37,350833 26,756667; pow. 0,052 km²
- Avaptistos - 37°21′56″N 26°44′53″E/37,365556 26,748056; pow. 0,042 km²
- Tsouka - 37°21′32″N 26°44′57″E/37,358889 26,749167; pow. 0,028 km²
- Smineronisi - 37°21′28″N 26°44′32″E/37,357778 26,742222; pow. 0,021 km²
- Tsoukaki - 37°21′36″N 26°44′49″E/37,360000 26,746944; pow. 0,008 km²
- Spalathronisi - 37°21′50″N 26°43′55″E/37,363889 26,731944; pow. <0,008 km²